# Pays-d'en-Haut
Pour les articles homonymes, voir Pays-d'en-Haut (homonymie).
1610–1763
Entités précédentes :
- Algonquiens

Entités suivantes :
- Province de Québec

Le Pays-d'en-Haut, qui correspond en gros au bassin des Grands Lacs, était une vaste région de la Nouvelle-France qui tombait sous l'administration directe du gouverneur-général.

## Description du territoire

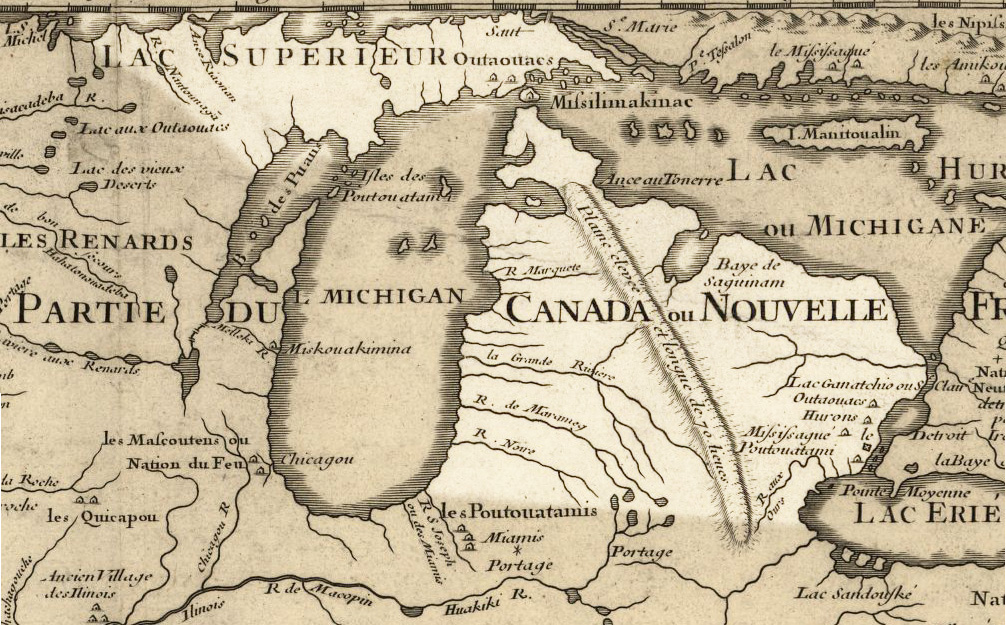
Carte en 1718.

Le territoire de ce qu'on appelle le Pays-d'en-Haut, à l'époque de la Nouvelle-France, correspond à une immense étendue de terre située à l'ouest des régions de colonisation de la vallée du Saint-Laurent autour des Grands Lacs.

## Historique
Les débuts du Pays-d'en-Haut remontent au tout début de la colonie de la Nouvelle-France. Le premier à s'aventurer dans le Pays-d'en-Haut fut Étienne Brûlé. Durant toutes ces années, il visita de nombreuses contrées, allant vers les Grands Lacs canadiens (lac Supérieur, lac Érié...), se rendant plus au sud vers l'actuel État de Pennsylvanie, poussant également vers le Nord du pays Huron. Travaillant pour le compte de compagnies des fourrures qui le rémunéraient pour persuader les tribus d'amener leurs peaux à la traite, il partagea la vie des Hurons, s'habillant comme eux, adoptant leurs mœurs, leur morale et leur mode de vie.
En 1615, le père Joseph Le Caron installa sa mission des Récollets en Huronie, près de Sainte-Marie-au-pays-des-Hurons. En 1639, les missionnaires jésuites installent leur mission auprès de la communauté Huron-Wendat dans la même région.
En 1634, un petit poste de traite fut établi dans la baie des Puants au sud des Grands Lacs par Jean Nicolet. Il fut nommé La Baye. Le premier colon à séjourner à La Baye fut Nicolas Perrot. Il était envoyé par le Père Claude-Jean Allouez. En 1671, les jésuites y construisirent une mission. Le fort La Baye fut édifié en 1717. La ville de La Baye fut incorporée en 1754.
En 1668, les missionnaires français Claude Dablon et Jacques Marquette fondèrent une mission à Sault-Sainte-Marie. Durant le XVIIIe siècle, il fut un centre important pour le commerce de la fourrure, lorsqu’il était le poste de traite pour la Compagnie du Nord-Ouest.
En 1670, une mission fut d'abord installée sur l'île Mackinac par le père Claude Dablon et le père Jacques Marquette. L'année suivante, la mission fut déménagée sur la péninsule Saint-Ignace située sur la rive opposée du détroit de Mackinac.

## Les établissements français
Le fort Pontchartrain du Détroit situé à l'emplacement actuel de la ville de Détroit y formait le principal établissement. Ce fort constituait aussi la clef de voûte de la présence militaire française dans la région et s'appuyait aussi sur les forts Niagara (1678), Michillimakinac (1715), et Chagouamigon (1718). Ces forts, à la fois garnisons et postes de traite, servaient à affirmer la souveraineté française et à faciliter le commerce des voyageurs.
Les villages et missions importantes des Pays-d'en-Haut furent Détroit (1701), La Baye (1634), la mission Sainte-Marie (1668), la mission Saint-Ignace (1670), la mission Saint-François-Xavier (1671), et Vincennes (1732), mais ce dernier fut rattaché au Pays des Illinois, qui faisait partie de la Louisiane en 1736. Il y avait aussi une série de forts qui donnaient à la France force et présence dans la région. Les plus importants étaient Fort Frontenac (1673), Fort Niagara (1678), Fort Sainte-Croix (1678), Fort Michillimakinac (1683), Fort de Buade (1683), Fort Kaministiquia (1684), Fort Saint-Nicolas (1685), Fort Saint-Antoine (1686), Fort Le Sueur (1695), Fort Miami (1715), Fort Ouiatenon (1717), Fort Saint-Joseph (1691), Fort Crèvecœur (1680), Fort Saint-Louis (1691), Fort La Pointe 1693, Fort Pontchartrain (1701), Fort La Baye (1717), Fort Ouiatenon (1717), Fort Chagouamigon (1718), Fort Beauharnois (1727), Fort Saint-Pierre (1731), Fort Saint-Charles (1732) et Fort Rouillé (1750).
Quatre forts construits plus tard pour protéger les Pays-d'en-Haut étaient : Fort Presque Isle (1753), Fort Le Boeuf (1753), Fort Duquesne (1754), et Fort Machault (1754).

## Après la Conquête
Après le Traité de Paris de 1763, le Pays-d'en-Haut passa aux Britanniques, mais dès leur prise de contrôle, les Amérindiens s'y opposent. Pontiac réussit, dans la « Rébellion de Pontiac », à mobiliser toutes les tribus de la région des Grands Lacs contre les Britanniques. Les forces de Pontiac s'emparèrent de tous les postes et forts du Pays-d'en-Haut (sauf Niagara et Détroit) et les détruisirent. Cette révolte força le roi George III à faire la proclamation royale de 1763, qui affirmait les droits illimités des Indiens sur les terres qu'ils occupaient et interdisait toute nouvelle colonisation au-delà des Appalaches, entraînant le mécontentement des marchands et des spéculateurs américains.
En 1774, le parlement britannique adopta l'Acte de Québec qui redéfinit les frontières de la province pour y redonner le Pays-d'en-Haut, incluant la vallée de l'Ohio et celui de l'Illinois, délimités par les Appalaches à l'est, la rivière Ohio au sud, le Mississippi à l'ouest, et la limite sud des terres de la Compagnie de la Baie d'Hudson (appelées Terre de Rupert) au nord. Vers 1773, la population de Détroit était de 1 400 en baisse de 2 000 en 1763. En 1778, sa population était de 2 144.
Durant le traité de Paris (1783), les États-Unis ont reçu de la Grande-Bretagne le côté sud du Pays-d'en-Haut. Ni la France, ni l'Espagne n'était présente lors des pourparlers malgré l'appui massif militaire et naval de la France et de l'appui monétaire de l'Espagne.
Cependant, les Britanniques refusèrent de rendre le territoire par la suite, et ce n'est qu'en 1814, après la 
Guerre de 1812, que la Grande-Bretagne rendit cette moitié du Pays-d'en-Haut aux États-Unis.
Par la suite, les Amérindiens furent déplacés et envoyés dans l'État de l'Oklahoma.